# Italië op de Olympische Zomerspelen 1924
Italië nam deel aan de Olympische Zomerspelen 1924 in Parijs, Frankrijk. De 16 medailles waren goed voor een vijfde plaats in het medailleklassement.

## Medailleoverzicht
| Sport         | Olympiër(s) | Onderdeel                  | Medaille |
| ------------- | --- | -------------------------- | -------- |
| Atletiek      | Ugo Frigerio | 10km snelwandelen (m)      | Goud     |
| Gewichtheffen | Pierino Gabetti | -60kg (m)                  | Goud     |
| Gewichtheffen | Carlo Galimberti | -75kg (m)                  | Goud     |
| Gewichtheffen | Giuseppe Tonani | +82,5kg (m)                | Goud     |
| Schermen      | Renato Anselmi Guido Balzarini Marcello Bertinetti Bino Bini Vincenzo Cuccia Oreste Moricca Oreste Puliti Giulio Sarrocchi                                     | sabel team (m)             | Goud     |
| Turnen        | Frankrijksco Martino | ringen (m)                 | Goud     |
| Turnen        | Luigi Cambiaso Mario Lertora Vittorio Lucchetti Luigi Maiocco Ferdinando Mandrini Francesco Martino Giuseppe Paris Giorgio Zampori                             | meerkamp team (m)          | Goud     |
| Wielersport   | Angelo De Martini Alfredo Dinale Aurelio Menegazzi Francesco Zucchetti                                                                                         | ploegenachtervolging (m)   | Goud     |
| Atletiek      | Romeo Bertini | marathon (m)               | Zilver   |
| Paardensport  | Tommaso Lequio di Assaba | springconcours individueel | Zilver   |
| Roeien        | Ercole Olgeni Giovanni Scatturin Gino Sopracordevole | twee-met (m)               | Zilver   |
| Paardensport  | Alessandro Alvisi Emanuele Di Pralormo Tommaso Lequio Di Assaba Alberto Lombardi                                                                               | eventing team              | Brons    |
| Roeien        | Antonio Cattalinich Frankrijksco Cattalinich Simeone Cattalinich Giuseppe Crivelli Latino Gallasso Vittorio Gliubich Pietro Ivanov Bruno Sorich Carlo Toniatti | acht (m)                   | Brons    |
| Schermen      | Giulio Basletta Marcello Bertinetti Giovanni Canova Vincenzo Cuccia V. Montegazza Oreste Moricca                                                               | degen team (m)             | Brons    |
| Schermen      | Uberto de Morpurgo | enkelspel (m)              | Brons    |
| Turnen        | Giorgio Zampori | brug (m)                   | Brons    |

## Deelnemers en resultaten

### Atletiek
| Olympiër                                                           | Discipline             | Resultaat   | Prestatie                                                                   |
| ------------------------------------------------------------------ | ---------------------- | ----------- | --------------------------------------------------------------------------- |
| Ernesto Bonacina                                                   | 100m (m)               | kwartfinale | serie 2: 2de in 11,2 kwartfinale 4: 5de                                     |
| Giovanni Frangipane                                                | 100m (m)               | 9e          | serie 7: 2de in 11,1 kwartfinale 1: 2de in 11,0 halve finale 2: 6de in 11,2 |
| Enrico Torre                                                       | 100m (m)               | kwartfinale | serie 15: 2de in 11,2 kwartfinale 2: 6de                                    |
| Vittorio Zucca                                                     | 100m (m)               | series      | serie 16: 3de in 11,5                                                       |
| Pietro Pastorino                                                   | 200m (m)               | series      | serie 1: 3de in 22,1                                                        |
| Luigi Facelli                                                      | 400m (m)               | kwartfinale | serie 13: 1ste in 51,0 kwartfinale 4: 4de in 50,5                           |
| Alfredo Gargiullo                                                  | 400m (m)               | kwartfinale | serie 14: 2de in 50,4 kwartfinale 5: 5de                                    |
| Ennio Maffiolini                                                   | 400m (m)               | series      | serie 16: 4de                                                               |
| Mario-Giuseppe Bonini                                              | 800m (m)               | series      | serie 2: 5de                                                                |
| Ferruccio Bruni                                                    | 800m (m)               | series      | serie 5: 4de                                                                |
| Puccio Pucci                                                       | 800m (m)               | series      | serie 4: 4de                                                                |
| Ferruccio Bruni                                                    | 1500m (m)              | series      | serie 3: 6de                                                                |
| Angelo Davoli                                                      | 1500m (m)              | series      | serie 5: 5de                                                                |
| Disma Ferrario                                                     | 1500m (m)              | series      | serie 4: 3de in 4.18,5                                                      |
| Giovanni Garaventa                                                 | 1500m (m)              | DNF         | serie 6: niet gefinisht                                                     |
| Carlo Speroni                                                      | 10000m (m)             | >DNF        | niet gefinisht                                                              |
| Luigi Facelli                                                      | 400m horden (m)        | 7e          | serie 6: 2de in 56,4 halve finale 1: 4de in 55,6                            |
| Ernesto Ambrosini                                                  | 3000m steeplechase (m) | series      | serie 2: 4de                                                                |
| Antenore Negri                                                     | 3000m steeplechase (m) | series      | serie 1: 7de                                                                |
| Ernesto Bonacina Giovanni Frangipane Pietro Pastorino Enrico Torre | 4x100m (m)             | 7e          | serie 4: 2de in 42,8 halve finale 2: 3de in 42,9                            |
| Guido Cominotto Luigi Facelli Alfredo Gargiullo Ennio Maffiolini   | 4x400m (m)             | 6e          | serie 2: 2de in 3.30,0 finale: 6de in 3.28,0                                |
| Ernesto Ambrosini Ferruccio Bruni Angelo Davoli Giovanni Garaventa | 3000m team (m)         | 6e          | halve finale 1: 4de                                                         |
| Luigi Bosatra                                                      | 10km snelwandelen (m)  | 8e          | serie 1: 4de finale: 8ste in 50.09,0                                        |
| Ugo Frigerio                                                       | 10km snelwandelen (m)  | Goud        | serie 2: 1ste in 49.15,6 finale: 1ste in 47.49,0                            |
| Donato Pavesi                                                      | 10km snelwandelen (m)  | 4e          | serie 1: 2de in 49.09,0 finale: 4de in 49.17,0                              |
| Armando Valente                                                    | 10km snelwandelen (m)  | 7e          | serie 2: 4de finale: 7de in 50.07,0                                         |
| Ernesto Alciati                                                    | marathon (m)           | DNF         | niet gefinisht                                                              |
| Romeo Bertini                                                      | marathon (m)           | Zilver      | 2:47.19,6                                                                   |
| Tullio Biscuola                                                    | marathon (m)           | 22e         | 3:19.05                                                                     |
| Ettore Blasi                                                       | marathon (m)           | DNF         | niet gefinisht                                                              |
| Alberto Cavallero                                                  | marathon (m)           | DNF         | niet gefinisht                                                              |
| Angelo Malvicini                                                   | marathon (m)           | DNF         | niet gefinisht                                                              |
| Virgilio Tommasi                                                   | verspringen (m)        | 7e          | kwalificatie: 6de met 6,88m finale: 7de met 6,89m                           |
| Giuseppe Palmieri                                                  | hoogspringen (m)       | 19e         | kwalificatie: 19de met 1,70m                                                |
| Albino Pighi                                                       | discuswerpen (m)       | 27e         | kwalificatie: 27ste met 34,985m                                             |
| Armando Poggioli                                                   | discuswerpen (m)       | 25e         | kwalificatie: 25ste met 35,29m                                              |
| Camillo Zemi                                                       | discuswerpen (m)       | 17e         | kwalificatie: 17de met 37,465m                                              |
| Carlo Clemente                                                     | speerwerpen (m)        | 14e         | kwalificatie groep B: 7de met 52,75m                                        |
| Camilio Zemi                                                       | kogelslingeren (m)     | 13e         | kwalificatie: 13de met 35,00m                                               |
| Adolfo Contoli                                                     | zevenkamp (m)          | 14e         | 49 punten                                                                   |
| Albino Pighi                                                       | zevenkamp (m)          | 20e         | 61 punten                                                                   |
| Adolfo Contoli                                                     | tienkamp (m)           | 11e         | 6406,8825 punten                                                            |
| Carlo Martinenghi                                                  | veldlopen (m)          | 7e          | 37.01,0                                                                     |
| Carlo Speroni                                                      | veldlopen (m)          | DNF         | niet gefinisht                                                              |

### Boksen
| Olympiër               | Discipline  | Resultaat | Prestatie |
| ---------------------- | ----------- | --------- | --- |
| Rinaldo Castellenghi   | -50,8kg (m) | 4e        | 1ste ronde: vrij 2de ronde: W van FRA Gourdy: punten kwartfinale: W van ESP Biete: punten halve finale: V van USA LaBarba: punten bronzen finale: V van USA Fee: walk-over          |
| Gaetano Lanzi          | -50,8kg (m) | 9e        | 1ste ronde: W van URU Recalde: punten 2de ronde: V van USA LaBarba: scheidsrechterlijke beslissing                                                                                  |
| Domenico Bernasconi    | -53,5kg (m) | 17e       | 1ste ronde: V van FRA Ces: punten |
| Armando Ricciardi      | -53,5kg (m) | 17e       | 1ste ronde: V van ARG Pertuzzo: punten |
| Livio Francecchini     | -57,2kg (m) | 9e        | 1ste ronde: W van CAN MacGowan: punten 2de ronde: V van BEL Devergnies: punten |
| Bruno Petrarca         | -57,2kg (m) | 5e        | 1ste ronde: vrij 2de ronde: W van SUI Sauthier: punten kwartfinale: V van USA Salas: gediskwalificeerd                                                                              |
| Ferdinando de Petrillo | -61,2kg (m) | 17e       | 1ste ronde: V van FRA Savignac: punten |
| Luigi Marfurt          | -61,2kg (m) | 9e        | 1ste ronde: W van EGY Haddad: punten 2de ronde: V van ARG Copello: punten |
| Giuseppe Colacicco     | -66,7kg (m) | 17e       | 1ste ronde: V van NOR Christensen: punten |
| Giuseppe Oldani        | -66,7kg (m) | 9e        | 1ste ronde: W van DEN Nielsen: punten 2de ronde: V van CAN Lewis: punten |
| Emilio Bonfigli        | -72,6kg (m) | 17e       | 1ste ronde: V van FRA Daney: knock-out |
| Orlando Leopardi       | -72,6kg (m) | 17e       | 1ste ronde: V van CAN Henning: punten |
| Amedeo Grillo          | -79,4kg (m) | 9e        | 1ste ronde: vrij 2de ronde: V van FRA Rossignon: punten |
| Carlo Saraudi          | -79,4kg (m) | 4e        | 1ste ronde: vrij 2de ronde: W van DEN Lindberg: punten kwartfinale: W van GBR Courtis: punten halve finale: V van GBR Mitchell: punten bronzen finale: V van NOR Sørsdal: walk-over |
| Riccardo Bertazzolo    | +79,4kg (m) | 5e        | 1ste ronde: W van GBR O'Kelly: punten kwartfinale: V van NOR von Porat: knock-out                                                                                                   |
| Carlo Scotti           | +79,4kg (m) | 9e        | 1ste ronde: V van DEN Petersen: punten |

### Gewichtheffen
| Olympiër          | Discipline  | Resultaat | Prestatie    |
| ----------------- | ----------- | --------- | ------------ |
| Giuseppe Conca    | -60kg (m)   | 18e       | 275kg        |
| Pierino Gabetti   | -60kg (m)   | Goud      | 402,5kg      |
| Sante Scarcia     | -60kg (m)   | 15e       | 342,5kg      |
| Cesare Bonetti    | -67,5kg (m) | 13e       | 392,5kg      |
| Silvio Quadrelli  | -67,5kg (m) | 16e       | 390kg        |
| Gastone Pierini   | -67,5kg (m) | 12e       | 392,5kg      |
| Dante Figoli      | -75kg (m)   | 10e       | 407,5kg      |
| Carlo Galimberti  | -75kg (m)   | Goud      | 492,5kg      |
| Enrico Pucci      | -75kg (m)   | 14e       | 397,5kg      |
| Mario Giambielli  | -82,5kg (m) | 6e        | 480kg        |
| Giuseppe Merlin   | -82,5kg (m) | 16e       | 405kg        |
| Armando Tugnoli   | -82,5kg (m) | 18e       | 375kg        |
| Filippo Bottino   | +82,5kg (m) | 6e        | 495kg        |
| Salvatore Epicoco | +82,5kg (m) | 11e       | 455kg        |
| Giuseppe Tonani   | +82,5kg (m) | Goud      | 517,5kg (OR) |

### Moderne vijfkamp
| Olympiër         | Discipline       | Resultaat | Prestatie    |
| ---------------- | ---------------- | --------- | ------------ |
| Omero Chiesa     | moderne vijfkamp | 24e       | 109 punten   |
| Ernesto Corradi  | moderne vijfkamp | 30e       | 127,5 punten |
| Giuseppe Micheli | moderne vijfkamp | 33e       | 137 punten   |
| Gaspare Pasta    | moderne vijfkamp | 36e       | 142 punten   |

### Paardensport
| Olympiër                                                                         | Discipline          | Resultaat      | Prestatie         |
| Eventing                                                                         | Eventing            | Eventing       | Eventing          |
| -------------------------------------------------------------------------------- | ------------------- | -------------- | ----------------- |
| Alessandro Alvisi                                                                | individueel         | 12e            | 1536 punten       |
| Emanuele Beraudo Di Pralormo                                                     | individueel         | 17e            | 1404,5 punten     |
| Alberto Lombardi                                                                 | individueel         | 11e            | 1572 punten       |
| Alessandro Alvisi Emanuele Di Pralormo Tommaso Lequio Di Assaba Alberto Lombardi | eventing team       | Brons          | 4512,5 punten     |
| Springconcours                                                                   |                     |                |                   |
| Alessandro Alvisi                                                                | individueel         | 26e            | 28,75 strafpunten |
| Emanuele Beraudo Di Pralormo                                                     | individueel         | DNF            | niet gefinisht    |
| Tommaso Lequio di Assaba                                                         | individueel         | Zilver         | 8,75 strafpunten  |
| Leone Valle                                                                      | 15e                 | 20 strafpunten |                   |
| Alessandro Alvisi Emanuele Di Pralormo Tommaso Lequio Di Assaba Alberto Lombardi | springconcours team | 5e             | 57,5 punten       |

### Roeien
| Olympiër | Discipline   | Resultaat | Prestatie                           |
| --- | ------------ | --------- | ----------------------------------- |
| Ercole Olgeni Giovanni Scatturin Gino Sopracordevole | twee-met (m) | Zilver    | serie 2: 2de finale: 2de in 8.39,1  |
| Renato Berninzone Marcello Casanova Gastone Cerato Jean Cipollina Massimo Ballestrero                                                                          | vier-met (m) | 4e        | serie 3: 1ste in 7.13,0 finale: 4de |
| Antonio Cattalinich Frankrijksco Cattalinich Simeone Cattalinich Giuseppe Crivelli Latino Gallasso Vittorio Gliubich Pietro Ivanov Bruno Sorich Carlo Toniatti | acht (m)     | Brons     | serie 3: 1ste in 6.06,0 finale: 3de |

### Schermen
| Olympiër | Discipline      | Resultaat | Prestatie |
| --- | --------------- | --------- | --- |
| Renzo Compagna | degen (m)       | 11e       | 1ste ronde groep B: 2de met 7 overwinningen kwartfinale C: 2de met 7 overwinningen halve finale A: 2de met 6 overwinningen finale: 11de met 2 overwinningen  |
| Virgilio Mantegazza | degen (m)       | 6e        | 1ste ronde groep C: 2de met 6 overwinningen kwartfinale D: 1ste met 6 overwinningen halve finale B: 1ste met 9 overwinningen finale: 6de met 6 overwinningen |
| Giulio Basletta Marcello Bertinetti Giovanni Canova Vincenzo Cuccia V. Montegazza Oreste Moricca                           | degen team (m)  | Brons     | 1ste ronde groep A: 2de met 1 overwinning kwartfinale C: 2de met 1 overwinning halve finale B: 1ste met 1 overwinning finale: 3de met 1 overwinning          |
| Valentino Argento Aldo Boni Dante Carniel Giorgio Chiavacci Luigi Cuomo Giulio Guadini Giorgio Pessina Oreste Puliti       | floret team (m) | DNF       | 1ste ronde groep A: 1ste kwartfinale A: 1ste met 3 overwinningen halve finale A: 1ste met 1 overwinning finale: niet gefinisht                               |
| Marcello Bertinetti | sabel (m)       | DNF       | 1ste ronde groep G: 2de met 4 overwinningen halve finale B: 2de met 6 overwinningen finale: niet gestart                                                     |
| Bino Bini | sabel (m)       | DNF       | 1ste ronde groep A: 4de met 3 overwinningen halve finale A: 1ste met 7 overwinningen finale: niet gestart                                                    |
| Oreste Puliti | sabel (m)       | DNF       | 1ste ronde groep D: 1ste met 5 overwinningen halve finale C: 1ste met 7 overwinningen finale: niet gestart                                                   |
| Giulio Sarrocchi | sabel (m)       | DNF       | 1ste ronde groep E: 1ste met 6 overwinningen halve finale C: 4de met 5 overwinningen finale: niet gestart                                                    |
| Renato Anselmi Guido Balzarini Marcello Bertinetti Bino Bini Vincenzo Cuccia Oreste Moricca Oreste Puliti Giulio Sarrocchi | sabel team (m)  | Goud      | 1ste ronde groep A: 1ste met 2 overwinningen kwartfinale A: 2de met 2 overwinningen halve finale A: 1ste met 1 overwinning finale: 1ste met 3 overwinningen  |

### Schietsport
| Olympiër | Discipline              | Resultaat | Prestatie  |
| --- | ----------------------- | --------- | ---------- |
| Camillo Isnardi                                                                                              | 50m geweer (m)          | 40e       | 377 punten |
| Giuseppe Laveni                                                                                              | 50m geweer (m)          | 61e       | 357 punten |
| Carlo Panza                                                                                                  | 50m geweer (m)          | 41e       | 376 punten |
| Ricardo Ticchi                                                                                               | 50m geweer (m)          | 51e       | 370 punten |
| Alberto Coletti Conti                                                                                        | 50m geweer (m)          | 14e       | 84 punten  |
| Sem De Ranieri                                                                                               | 50m geweer (m)          | 65e       | 62 punten  |
| Giuseppe Laveni                                                                                              | 50m geweer (m)          | 10e       | 86 punten  |
| Ricardo Ticchi                                                                                               | 50m geweer (m)          | 51e       | 73 punten  |
| Alberto Coletti Conti Sem De Ranieri Camillo Isnardi Giuseppe Laveni Ricardo Ticchi                          | vrij geweer team (m)    | 10e       | 578 punten |
| Emilio Piersantelli                                                                                          | 25m snelvuurpistool (m) | 37e       | 14 punten  |
| Giovanni Scarella                                                                                            | 25m snelvuurpistool (m) | 51e       | 8 punten   |
| Nicola Rebisso                                                                                               | trap (m)                | onbekend  |            |
| Giacomo Rossi (schutter)                                                                                     | trap (m)                | onbekend  |            |
| Giacomo Serra                                                                                                | trap (m)                | 19e       | 90 punten  |
| Giuseppe Bellotto Federico Cesarano Salvatore Lucchesi Nicola Rebisso Giacomo Rossi (schutter) Giacomo Serra | trap team (m)           | 9e        | 324 punten |

### Schoonspringen
| Olympiër        | Discipline    | Resultaat | Prestatie                  |
| --------------- | ------------- | --------- | -------------------------- |
| Luigi Cangiullo | 10m toren (m) | 11e       | groep 1: 4de met 20 punten |

### Tennis
| Olympiër                             | Discipline             | Resultaat | Prestatie |
| ------------------------------------ | ---------------------- | --------- | --- |
| Cesare Colombo                       | enkelspel (m)          | 33e       | 1ste ronde: vrij 2de ronde: V van FRA Cochet: walk-over |
| Uberto de Morpurgo                   | enkelspel (m)          | Brons     | 1ste ronde: W van LUX Wolff: 6-1, 6-0, 6-0 2de ronde: W van SUI Debran: 6-2, 6-3, 6-3 3de ronde: W van GRE Zerlindis: 6-0, 6-2, 6-4 4de ronde: W van BEL Washer: 2-6, 6-4, 1-6, 6-4, 8-6 kwartfinale: W van JPN Harada: 6-4, 6-1, 6-1 halve finale: V van USA Richards: 3-6, 6-3, 1-6, 4-6 bronzen finale: W van FRA Borotra: 1-6, 6-1, 8-6, 4-6, 7-5 |
| Riccardo Sabbadini                   | enkelspel (m)          | 33e       | 1ste ronde: vrij 2de ronde: V van ESP Areizaga: walk-over |
| Clemente Serventi                    | enkelspel (m)          | 65e       | 1ste ronde: V van USA Washburn: 4-6, 3-6, 4-6 |
| Uberto de Morpurgo Clemente Serventi | dubbelspel (m)         | 9e        | 1ste ronde: vrij 2de ronde: W van BEL de Laveleye/Washer: 6-4, 6-4, 7-5 3de ronde: V van FRA Brugnon/Cochet: 2-6, 4-6, 2-6 |
| Cesare Colombo Riccardo Sabbadini    | dubbelspel (m)         | 9e        | 1ste ronde: vrij 2de ronde: W van RCO Khoo/Wu: walk-over 3de ronde: V van IND Hadi/Rutnam: walk-over |
|                                      |                        |           | |
| Paola Bologna                        | enkelspel (v)          | 17e       | 1ste ronde: vrij 2de ronde: V van FRA Golding: 0-6, 3-6 |
| Rosetta Gagliardi                    | enkelspel (v)          | 17e       | 1ste ronde: W van DEN Brehm: 6-0, 6-2 2de ronde: W van IRL White: 4-6, 7-5, 6-2 3de ronde: V van GBR Sheperd-Barron: 1-6, 0-6 |
| Giulia Perelli                       | enkelspel (v)          | 17e       | 1ste ronde: vrij 2de ronde: V van ESP Torra: 4-6, 6-4, 6-8 |
| Rosetta Gagliardi Giulia Perelli     | dubbelspel (v)         | 5e        | 1ste ronde: vrij 2de ronde: W van GRE Contostavlos/Valaoritou: walk-over kwartfinale: V van FRA Broquedis/Broquedis: walk-over |
| Paola Bologna Maria Forlanini        | dubbelspel (v)         | 17e       | 1ste ronde: vrij 2de ronde: V van FRA Golding/Vaussard: walk-over |
|                                      |                        |           | |
| Rosetta Gagliardi Riccardo Sabbadini | gemengd dubbelspel (v) | 17e       | 1ste ronde: V van HUN Váradi/von Kelemen: walk-over |
| Giulia Perelli Uberto de Morpurgo    | gemengd dubbelspel (v) | 9e        | 1ste ronde: W van ESP Torras/Saprissa: 6-3, 10-8 2de ronde: V van GBR McKane/Gilbert: 7-9, 6-1, 5-7 |

### Turnen
| Olympiër | Discipline               | Resultaat | Prestatie      |
| --- | ------------------------ | --------- | -------------- |
| Francesco Martino | ringen (m)               | Goud      | 21,553 punten  |
| Giorgio Zampori | brug (m)                 | Brons     | 21,45 punten   |
| Luigi Cambiaso | meerkamp individueel (m) | 17e       | 101,32 punten  |
| Mario Lertora | meerkamp individueel (m) | 10e       | 103,619 punten |
| Vittorio Lucchetti | meerkamp individueel (m) | 12e       | 102,803 punten |
| Luigi Maiocco | meerkamp individueel (m) | 33e       | 92,486 punten  |
| Ferdinando Mandrini | meerkamp individueel (m) | 4e        | 105,583 punten |
| Francesco Martino | meerkamp individueel (m) | 16e       | 101,529 punten |
| Giuseppe Paris | meerkamp individueel (m) | 18e       | 101,169 punten |
| Giorgio Zampori | meerkamp individueel (m) | 26e       | 96,549 punten  |
| Luigi Cambiaso Mario Lertora Vittorio Lucchetti Luigi Maiocco Ferdinando Mandrini Francesco Martino Giuseppe Paris Giorgio Zampori | meerkamp team (m)        | Goud      | 839,058 punten |

### Voetbal
| Olympiër | Discipline | Resultaat | Prestatie                                                                                         |
| --- | ---------- | --------- | ------------------------------------------------------------------------------------------------- |
| Giovanni De Prà Gianpiero Combi Giuseppe Baldi Giusepe Albertini Adolfo Baloncieri Ottavio Barbieri Luigi Burlando Umberto Caligaris Giuseppe Conti Giuseppe Della Valle Virgilio Levratto Mario Magnozi Virginio Rosetta Renzo De Vecchi Severino Rosso Renzo Fayenz Antonio Janni Antonio Bruna Mario Ardissone Feliciano Monti Giuseppe Calvi Cesare Martin | mannen     | 11e       | 1ste ronde: W van Spanje: 1-0 2de ronde: W van Luxemburg: 2-0 kwartfinale: V van Zwitserland: 1-2 |

### Waterpolo
| Olympiër | Discipline | Resultaat | Prestatie                     |
| --- | ---------- | --------- | ----------------------------- |
| Tito Ambrosini Mario Balla Arnoldo Berruti Mario Cazzaniga Eugenio Della Casa Achille Gavoglio Giuseppe Valle Ottone Andreancich Gian Battista Benvenuto Emilio Gavoglio Carmine De Luca | mannen     | 11e       | 1ste ronde: V van Zweden: 0-7 |

### Wielersport
| Olympiër                                                               | Discipline               | Resultaat    | Prestatie |
| Baan                                                                   | Baan                     | Baan         | Baan |
| ---------------------------------------------------------------------- | ------------------------ | ------------ | --- |
| Guglielmo Bossi                                                        | sprint (m)               | halve finale | serie 8: 1ste in 13,6 kwartfinale 6: 2de herkansingen: 1ste halve finale 1: 3de                                              |
| Francesco Del Grosso                                                   | sprint (m)               | halve finale | serie 11: 1ste in 12,8 kwartfinale 5: 1ste in 13,6 halve finale 2: 3de                                                       |
| Angelo de Martino                                                      | 50km (m)                 | 4e           | |
| Francesco Del Grosso                                                   | 50km (m)                 | 8-36e        | |
| Alfredo Dinale                                                         | 50km (m)                 | 6e           | |
| Angelo De Martini Alfredo Dinale Aurelio Menegazzi Francesco Zucchetti | ploegenachtervolging (m) | Goud         | serie 2: 1ste in 5.23,2 kwartfinale: W van Denemarken: 5.13,8 halve finale: W van België: 5.12,0 finale: W van Polen: 5.15,0 |
| Ardito Bresciani                                                       | tijdrit (m)              | 12e          | 6:41.39,4 |
| Nello Ciaccheri                                                        | tijdrit (m)              | 18e          | 6:50.10 |
| Luigi Magnotti                                                         | tijdrit (m)              | 20e          | 6:53.25 |
| Antonio Negrini                                                        | tijdrit (m)              | 15e          | 6:48.09,8 |
| Ardito Bresciani Nello Ciaccheri Luigi Magnotti Antonio Negrini        | ploegentijdrit (m)       | 5e           | 20:19.59,2 |

### Worstelen
| Olympiër           | Discipline  | Resultaat   | Prestatie |
| Vrije stijl        | Vrije stijl | Vrije stijl | Vrije stijl |
| ------------------ | ----------- | ----------- | --- |
| Piero Tordera      | -56kg (m)   | 9e          | 1ste ronde: V van GBR Darby |
| Fernando Cavallini | -61kg (m)   | 8e          | 1ste ronde: vrij 2de ronde: V van CAN Chilcott |
| Riccardo Pizzocaro | -66kg (m)   | 9e          | 1ste ronde: V van FRA Jourdain |
| Enrico Bonassin    | -79kg (m)   | 5e          | 1ste ronde: V van BEL Ollivier bronzen halve finale: V van FIN Pekkala |
| Fabio Del Genovese | -87kg (m)   | 9e          | 1ste ronde: W van FRA Kappeler kwartfinale: V van SWE Westergren |
| Grieks-Romeins     |             |             | |
| Giovanni Gozzi     | -58kg (m)   | 13e         | 1ste ronde: V van FIN Ikonen 2de ronde: W van EST Koolmann 3de ronde: V van FIN Ahlfors                                                                                        |
| Carlo Ponte        | -58kg (m)   | 17e         | 1ste ronde: V van NOR Olsen 2de ronde: V van TCH Bozděch |
| Enrico Porro       | -62kg (m)   | 18e         | 1ste ronde: V van SWE Malmberg 2de ronde: V van FRA Capron |
| Gerolamo Quaqlia   | -62kg (m)   | 18e         | 1ste ronde: V van TCH Dyršmíd 2de ronde: V van DEN Torgensen |
| Roberto De Marchi  | -67kg (m)   | 20e         | 1ste ronde: V van TCH Kratochvíl 2de ronde: V van HUN Kereesztes |
| Walter Ranghieri   | -67kg (m)   | 13e         | 1ste ronde: V van SWE Borgström 2de ronde: W van FRA Meyater 3de ronde: V van EST Kusnets                                                                                      |
| Giuseppe Gorletti  | -75kg (m)   | 4e          | 1ste ronde: V van AUT Fischer 2de ronde: W van TCH Pražský 3de ronde: W van NOR Jahren 4de ronde: W van HUN Kónyi 5de ronde: W van EST Steinberg 6de ronde: V van FIN Lindfors |
| Amadeo Gorgano     | -75kg (m)   | 20e         | 1ste ronde: V van NOR Jahren 2de ronde: V van AUT Fischer |
| Dante Ceccatelli   | -82,5kg (m) | 12e         | 1ste ronde: V van HUN Varga 2de ronde: V van FIN Wecksten |
| Bruto Testonni     | -82,5kg (m) | 21e         | 1ste ronde: V van EGY Moustafa 2de ronde: niet gestart |
| Aleardo Donati     | +82,5kg (m) | 13e         | 1ste ronde: V van NED Sint 2de ronde: V van SWE Nilsson |
| Marcello Giuria    | +82,5kg (m) | 13e         | 1ste ronde: V van FIN Salila 2de ronde: V van LAT Polis |

### Zeilen
| Olympiër                                     | Discipline | Resultaat | Prestatie |
| -------------------------------------------- | ---------- | --------- | --------- |
| Carlo Nasi Cencio Massola Roberto Moscatelli | 6m klasse  | 7e        | 18 punten |

### Zwemmen
| Olympiër                                                             | Discipline            | Resultaat | Prestatie                                              |
| -------------------------------------------------------------------- | --------------------- | --------- | ------------------------------------------------------ |
| Luigi Bacigalupo                                                     | 1500m vrije slag (m)  | 16e       | serie 4: 3de in 25.04,4                                |
| Emerico Biach                                                        | 200m schoolslag (m)   | 26e       | serie 4: 5de in 3.26,8                                 |
| Luciano Trolli                                                       | 200m schoolslag (m)   | 25e       | serie 3: 6de in 3.23,0                                 |
| Luigi Bacigalupo Agostino Frassinetti Gianni Patrignani Emilio Polli | 4x200m vrije slag (m) | 7e        | serie 1: 2de in 11.05,2 halve finale 2: 4de in 11.00,4 |

Argentinië · Australië · België · Brazilië · Brits-Indië · Bulgarije · Canada · Chili · Cuba · Denemarken · Ecuador · Egypte · Estland · Filipijnen · Finland · Frankrijk · Griekenland · Groot-Brittannië · Haïti · Hongarije · Ierland · Italië · Japan · Joegoslavië · Letland · Litouwen · Luxemburg · Mexico · Monaco · Nederland · Nieuw-Zeeland · Noorwegen · Oostenrijk · Polen · Portugal · Roemenië · Spanje · Tsjecho-Slowakije · Turkije · Uruguay · Verenigde Staten · Zuid-Afrika · Zweden · Zwitserland